# Klimatförbundet
Klimatförbundet (engelska: Climate Alliance - tyska: Klima-Bündnis - spanska: Alianza del Clima) är ett samarbete mellan ett stort antal europeiska städer och ursprungsbefolkning i Amazonas för att minska utsläppen av växthusgaser.

## Historik
Nätverket grundades 1990 och Stockholm gick med 1995. Några tidiga städer i nätverket var Berlin, Frankfurt, Genève och Wien.

## Evenemang
Klimatförbundet ordnar regelbundet konferenser kring elbilar liksom hållbara transporter i allmänhet.